# Смолл, Карлос
Карлос Даниэль Смолл Карденас (исп. Carlos Daniel Small Cardenas; родился 13 марта 1995 года, Колон) — панамский футболист, нападающий клуба «Арабе Унидо» и сборной Панамы.

## Клубная карьера
Смолл начал карьеру в клубе «Спортинг Сан-Мигелито». 19 января 2014 года в матче против «Сан-Франсиско» он дебютировал в чемпионате Панамы. 2 февраля в поединке против «Тауро» Карлос забил свой первый гол за «Спортинг». В своём дебютном сезоне он забил десять мячей, став лучшим бомбардиром чемпионата.
В начале 2016 года Смолл перешёл на правах аренды в грузинскую «Гурию». 6 апреля в матче против «Дила» он дебютировал в чемпионате Грузии, заменив во втором тайме Ираклия Киладзе. 10 апреля в поединке против батумского «Динамо» Карлос сделал «дубль», забив свои первые голы за «Гурию».
13 декабря 2016 года было объявлено о переходе Смолла в «Арабе Унидо».
6 июля 2018 года Смолл был взят в аренду клубом USL «Рио-Гранде Валли Торос» до конца года. Во второй лиге США он дебютировал 28 июля в матче против «Колорадо-Спрингс Суитчбакс». 11 августа в матче против «Сакраменто Рипаблик» он забил свой первый гол за «Рио-Гранде Валли». В январе 2019 года его аренда была продлена на один сезон. 18 июня 2019 года Смолл был взят в краткосрочную аренду клубом MLS «Хьюстон Динамо», чьим фарм-клубом является «Рио-Гранде Валли», на матч Открытого кубка США против «Миннесоты Юнайтед», в котором вышел на замену на 89-й минуте. По окончании сезона 2019 аренда Смолла в «Рио-Гранде Валли Торос» закончилась.

## Международная карьера
В 2015 году в составе молодёжной сборной Панамы Смолл стал серебряным призёром молодёжного чемпионата КОНКАКАФ на Ямайке. На турнире он сыграл в матчах против команд Мексики, Арубы, США, Ямайки, Тринидада и Тобаго и Гватемалы. В поединке против американцев Карлос забил гол. Летом того же года Смолл принял участие в молодёжном чемпионате мира в Новой Зеландии. На турнире он сыграл в матчах против команд Аргентины, Австрии и Ганы.
18 февраля 2016 года в товарищеском матче против сборной Сальвадора Карлос дебютировал за сборную Панамы.

## Достижения
Международные
 Панама (до 20)
- Чемпионат КОНКАКАФ среди молодёжных команд — 2015

Индивидуальные
- Лучший бомбардир Чемпионата Панамы — Клаусура 2014